# Harembo
Harembo är en ort i Komorerna.   Den ligger i distriktet Anjouan, i den centrala delen av landet, 140 km öster om huvudstaden Moroni. Harembo ligger 29 meter över havet och antalet invånare är 1 698. Den ligger på ön Anjouan.
Terrängen runt Harembo är huvudsakligen kuperad, men söderut är den bergig. Havet är nära Harembo åt nordost.  Närmaste större samhälle är Bazimini, 6,7 km sydväst om Harembo. 